# 龙里县
龙里县是中华人民共和国贵州省黔南布依族苗族自治州北部下属的一个县。东经106°45'-107°15'，北纬26°10'-26°49'。面积1518平方公里，2012年人口22万。邮政编码551200，县政府驻冠山街道。

## 历史沿革
龙里县。因龙架山而得名。据《今县释名》：“以龙氏所居名”。 
龙里的建置，史书记载最早见于唐代。《旧唐书》载：贞观三年（629），置庄州，领新安等7县。新安县治所在今龙里县城东16公里的三元镇新安堡。《新唐书》载：贞观三年（629），“蛮州，县一：巴江。”巴江县治所在今巴江乡老巴江村，距县城北70公里。
宋代，新安县降为羁縻县。嘉泰元年（1201），巴江县由蛮州总管府都总管宋永高自改为平蛮郡（后称白马军），徙治所于小谷龙。 
元代，新安县改书定远府。废巴江县，以其地属顺元路。至元二十年（1283），置龙里州，隶大龙番顺元宣慰司，治所在今龙里县城。领龙里县，治所在县城南50里（六广乡境内）。大德元年（1372），废龙里州，改置平伐等处长官司。废龙里县，改置龙里等寨长官所，隶管番民总管府。 
明代，新安县废。洪武初置龙里驿站，洪武五年（1372），改置龙里等寨长官所为龙里长官司，隶贵州宣慰使司。十九年（1386），置龙里军民指挥使司，隶贵州都司。二十三年（1390），置龙里卫，筑城，属贵州都指挥司。二十九年（1396），升为军民指挥使司。 
清顺治年间，置巴江卫。康熙十年十二月初一日（1671年12月31日），改龙里卫为龙里县，属贵阳府。自此，龙里县相沿至今不变。二十一年（1682），裁撤巴江卫，改置巴香里，隶贵阳府。 
民国初，属贵阳府。二年（1913），属黔中道。民国九年（1920），废道，龙里县由省政府直属。二十四年（1935），属第一行政督察区，二十六年（1937），改由省府直辖。 
1949年，隶属贵阳专区。1952年，改属贵定专区，1956年，划归安顺专区。1958年，改属黔南布依族苗族自治州，与贵定合并为贵定县。1961年8月，恢复龙里县，隶属黔南布依族苗族自治州，建制至今未变。

## 行政区划
龙里县下辖1个街道办事处、5个镇：
冠山街道、龙山镇、醒狮镇、谷脚镇、湾滩河镇和洗马镇。
以前，龙里县辖辖六镇八乡即：龙山镇、谷脚镇、洗马镇、羊场镇、醒狮镇、三元镇；麻芝乡、草原乡、湾寨乡、摆省乡、水场乡、哪嗙乡、谷龙乡、巴江乡。
2014年1月10日，贵州省人民政府批准龙里县行政区划调整为1个街道办事处、5镇。

## 交通

### 铁路
- 沪昆铁路过境龙里站，该站位于本县县城境内，为三等客运站
- 沪昆高速铁路、贵广高速铁路过境龙里北站，该站位于本县境内，距离县城13公里，为三等客运站。

### 高速
- 兰海高速贵新段
- 厦蓉高速

### 公路
- 210国道
- 320国道
- 321国道
- 304省道

## 特产
龙里刺梨：中国地理标志产品。